# Vendula Frintová
Vendula Frintová, née le 4 septembre 1983 à Nachod, alors en Tchécoslovaquie (désormais en Tchéquie), est une triathlète et duathlète professionnelle. Championne de Tchéquie de triathlon et championne d'Europe et du monde de duathlon.

## Biographie
Vendula Frintová est championne de triathlon de Tchéquie en 2006 et 2007 et championne du monde de duathlon en 2009. En huit années de 2002 à 2009, elle participe à 75 compétitions organisées par la Fédération internationale de triathlon et termine 37 fois dans le « Top 10 » en remportant cinq médaille d'or. Qualifiée pour ses premiers jeux olympiques, elle participe à la compétition lors des jeux olympiques d'été de 2008 à Beijing, elle se classe 23e en 2 h 3 min 27 s 049. Elle participe une deuxième fois en étant sélectionnée pour les jeux olympiques d'été de 2012 à Londres et termine à la 15e place en 2 h 2 min 8 s.
Vendula Frintová est diplômée d'anthropologie de l’université Charles de Prague.

## Palmarès

### En triathlon et en duathlon
Le tableau présente les résultats les plus significatifs (podium) obtenus sur le circuit national et international de triathlon et de duathlon depuis 2005.
| Année | Compétition                                               | Pays             | Position           | Temps           |
| ----- | --------------------------------------------------------- | ---------------- | ------------------ | --------------- |
| 2019  | Coupe du monde - l'étape de Karlovy Vary                  | Tchéquie         | Médaille d'or      | 2 h 9 min 8 s   |
| 2018  | Coupe du monde - l'étape de Karlovy Vary                  | Tchéquie         | Médaille d'or      | 2 h 8 min 22 s  |
| 2017  | Coupe d'Europe de triathlon - l'étape de Melilla (Finale) | Espagne          | Médaille d'or      | 2 h 5 min 1 s   |
| 2017  | Coupe du monde - l'étape de Huelva                        | Espagne          | Médaille d'or      | 2 h 1 min 14 s  |
| 2017  | Coupe du monde - l'étape de Karlovy Vary                  | Tchéquie         | Médaille d'argent  | 2 h 4 min 31 s  |
| 2017  | Championnats d'Europe de triathlon sprint                 | Allemagne        | Médaille de bronze | 1 h 3 min 38 s  |
| 2015  | Coupe du monde - l'étape de New Plymouth                  | Nouvelle-Zélande | Médaille de bronze | 1 h 0 min 25 s  |
| 2014  | Championnat national de Tchéquie                          | Tchéquie         | Médaille d'or      | 2 h 4 min 48 s  |
| 2014  | Coupe d'Europe - l'étape de Karlovy Vary                  | Tchéquie         | Médaille d'or      | 2 h 4 min 52 s  |
| 2014  | Coupe du monde - l'étape d'Alanya                         | Turquie          | Médaille d'argent  | 2 h 0 min 1 s   |
| 2013  | Championnat d'Europe                                      | Turquie          | Médaille de bronze | 1 h 55 min 53 s |
| 2011  | Championnat d'Europe                                      | Espagne          | Médaille d'argent  | 2 h 5 min 27 s  |
| 2010  | Coupe du monde - l'étape de Mooloolaba                    | Australie        | Médaille d'or      | 2 h 3 min 15 s  |
| 2009  | Coupe d'Europe - l'étape de Kedzierzyn Kozle              | Pologne          | Médaille d'or      | 2 h 4 min 53 s  |
| 2008  | Coupe d'Europe - l'étape de Kedzierzyn Kozle              | Pologne          | Médaille d'or      | 2 h 3 min 10 s  |

| Année | Compétition          | Pays       | Position           | Temps          |
| ----- | -------------------- | ---------- | ------------------ | -------------- |
| 2009  | Championnat du monde | États-Unis | Médaille d'or      | 2 h 8 min 17 s |
| 2006  | Championnat d'Europe | Italie     | Médaille de bronze | 2 h 5 min 56 s |
| 2005  | Championnat d'Europe | Hongrie    | Médaille d'or      | Timing         |

### En athlétisme
Le tableau présente les résultats les plus significatifs (« Top 10 ») obtenus sur le circuit national de cross-country depuis 2005.
| Année | Compétition                                        | Lieu       | Place | Épreuve    | Performance |
| ----- | -------------------------------------------------- | ---------- | ----- | ---------- | ----------- |
| 2005  | Championnat de République tchèque de cross-country | Česká Lípa | 1re   | Individuel | 20 min 28 s |